# بیروته اوژکورایتیته
بیروته اوژکورایتیته (به انگلیسی: Birutė Užkuraitytė) (زادهٔ ۲۲ فوریهٔ ۱۹۵۳) شناگر اهل شوروی است.